# Tarrant Keyneston
Tarrant Keyneston est une paroisse civile et un village du Dorset, en Angleterre.